# Cyrtus gibbus
Cyrtus gibbus is een vliegensoort uit de familie van de spinvliegen (Acroceridae). De wetenschappelijke naam van de soort is voor het eerst geldig gepubliceerd in 1794 door Fabricius.
De soort komt voor in Europa. De larven leven een parasitair bestaan op spinnen en wolzwevers (Bombyliidae).